# Beetham Tower
La Torre Beetham (o más conocida por el nombre Hilton Tower) es un rascacielos de 47 plantas de uso mixto situado en el centro de la ciudad de Mánchester, en Inglaterra. Se completó en 2006 y debe su nombre al promotor, la Beetham Organization. Fue diseñado por el arquitecto inglés Ian Simpson. El proyecto se propuso en julio de 2003 y la construcción comenzó al año siguiente.
Con una altura de 168 metros, la Beetham Tower es el rascacielos más alto de Mánchester y el noveno más alto del Reino Unido, así como el más alto fuera de Londres. Es el rascacielos residencial más alto del país.
El Hotel Hilton ocupa las primeras 22 plantas del edificio y un voladizo de cuatro metros marca el comienzo de la planta 23, donde se sitúa el restaurante Cloud 23. Por encima de esta planta se ubican los apartamentos que ocupan desde la planta 25 hasta los áticos tríplex de la 47. La delgada estructura del rascacielos la hace estar entre los rascacielos más finos del mundo, de hecho fue diseñada para destacar por su esbeltez. Una estructura en forma de cuchilla actúa como prolongación de la fachada sur de la torre, cosa que acentúa su forma y actúa como pararrayos.
En un día despejado el rascacielos se puede ver desde diez condados distintos. El ático de la última planta ofrece vistas del Gran Mánchester y del Noroeste de Inglaterra, incluida la Llanura de Cheshire, los Peninos, el Parque nacional del Distrito de los Picos y el Parque nacional Snowdonia. La torre es conocida por emitir un peculiar zumbido cuando hay viento y puede escucharse en lugares a cierta distancia como Hulme. Las opiniones respecto a la torre están divididas, algunos ponen en duda la estética de la estructura, mientras que otros aseguran que su singularidad es un reflejo de Mánchester. El rascacielos se ha convertido en un símbolo del nuevo Mánchester posindustrial tras la crisis económica de los 80 y los atentados de 1996.

## Historia

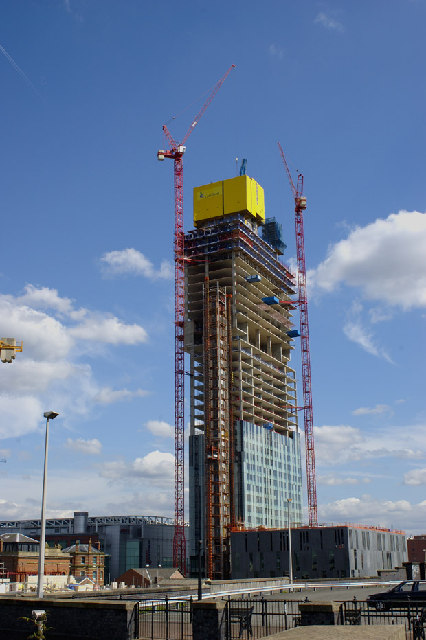
La Beetham Tower en construcción.

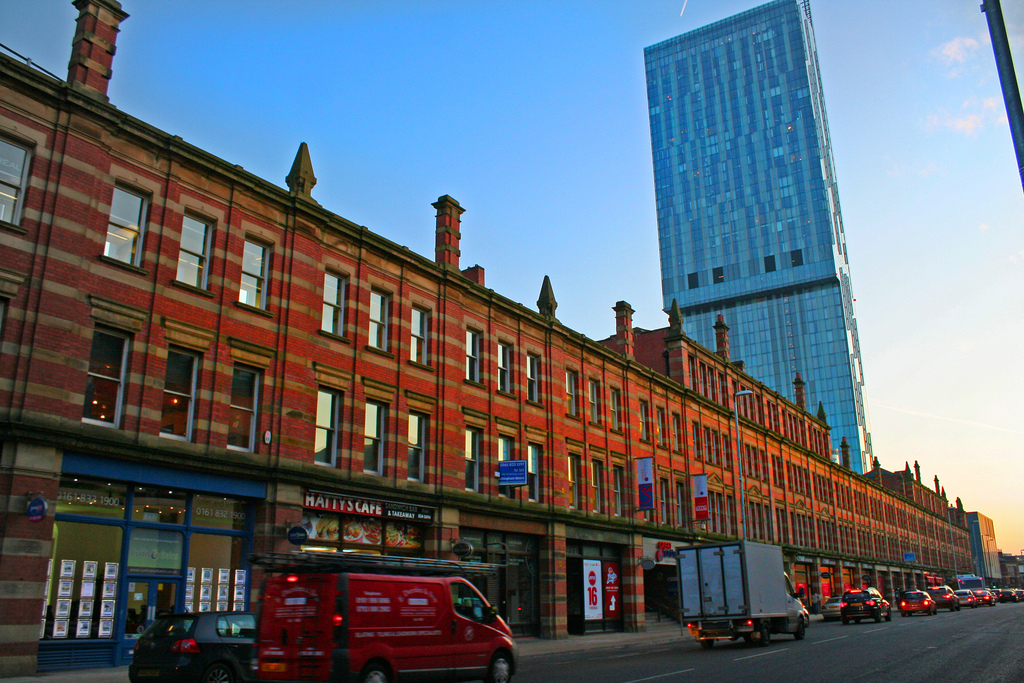
La Beetham Tower desde Deansgate.

El solar de construcción estaba ocupado por una parte de un viaducto de tren en desuso. Con el visto bueno de  English Heritage y la oficina de urbanismo municipal, la promotora Beetham Organization presentó la solicitud de construcción al Ayuntamiento de Mánchester en julio de 2003. La licencia de obras se les concedió en octubre de ese mismo año. El rascacielos formaba parte de la renovación de Mánchester, y hacia finales de 2003 antes de que la construcción hubiese empezado, ya se habían vendido 206 de los 219 apartamentos y 4 de los 16 áticos. El rascacielos fue construido cuando la mayor parte del país vivía una época de boom económico y muchas otras ciudades comenzaban a construir edificios en altura. 
Los trabajos de excavación y cimentación comenzaron a principios de 2004 y la construcción de la estructura en abril de ese mismo año. En agosto de 2004, la estructura de hormigón comenzaba a alzarse a un ritmo constante Uno de los pilares centrales alcanzó la altura de 125 m a finales de julio de 2005, convirtiéndose en el rascacielos más alto de Reino Unido fuera de Londres.
La estructura principal de la torre se finalizó el 26 de abril de 2006. El clima ventoso de Mánchester obligó a reducir la altura de la torre en dos metros, respecto a su altura original de 171 metros. El hotel abrió sus pertas el 9 de octubre de 2006, y los primeros residentes se mudaron a lo largo de 2007. La construcción del rascacielos costó aproximadamente 150 millones de libras (191 millones de euros).

## Arquitectura

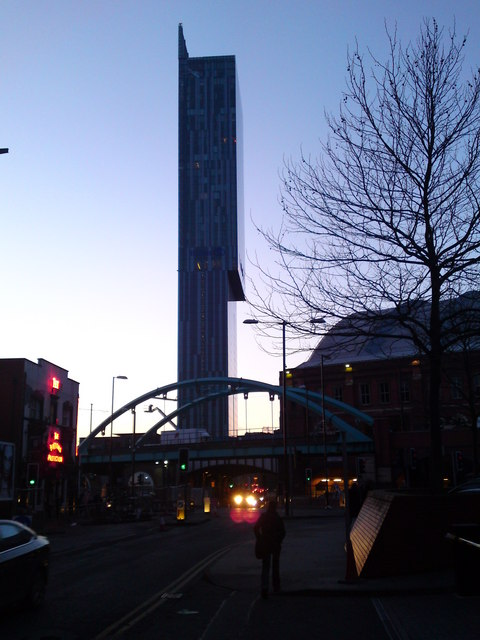
La Beetham Tower, uno de los rascacielos más estrechos del mundo, tiene un ratio de amplitud de 1:10.

El edificio está ubicado en una estrecha zona de Deansgate en el cruce con Great Bridgewater Street y Liverpool Road. Su forma rectangular maximiza el espacio disponible. En la planta 23 hay un voladizo que sobresale cuatro metros, lo que aumenta el espacio por planta y le otorga su estilo propio. En el tejado hay una prolongación de la fachada descrita como una "cuchilla de cristal" por su arquitecto, Ian Simpson. La cuchilla de diez metros acentúa la verticalidad de la fachada sur, marcando un claro contraste con la fachada norte y a la vez sirve como pararrayos.
La construcción de la torre estuvo a cargo de Carillion y empleó hormigón pretensado. Además fue la primera torre en el Reino Unido en usar el sistema de encofrado trepante Doka SKE 100 y el cristal trapezoidal. Aproximadamente se usaron 57.000 toneladas de hormigón y 6.000 placas de cristal para cubrir todo el exterior del edificio. Se usaron cerca de 8.000m² de material aislante para reducir la pérdida de calor.
La fachada del rascacielos está totalmente cubierta por cristal y se añadieron algunos elementos para contrarrestar el exceso de luz. Las persianas de las ventanas de la fachada sur permiten controlar la entrada de la luz del día. Del mismo modo, unas franjas de aluminio situadas en las fachadas este y oeste, que se pueden ver desde la calle, impiden la excesiva entrada de luz en el interior. Las persianas de la fachada sur alteran la imagen del edificio dependiendo de si están abiertas o cerradas. Evitan el calentamiento excesivo solar del interior del edificio, ya que los rayos "ultravioleta" que golpean el cristal se vuelven rayos "infrarrojos" y pueden hacer que el interior del edificio se sobrecaliente. 
La torre cuenta con 47 plantas y sus 168.87 metros de altura, la convierten en el rascacielos más alto del Reino Unido fuera de Londres, el noveno del país y el edificio residencial más alto del país. Es el más alto de Mánchester, mientras que el más alto del país es The Shard en Londres.
El Hotel Hilton de cuatro estrellas ocupa de la planta 1 a la 22 y cuenta con 279 habitaciones. La planta 23 cuenta con un voladizo de 4 metros de ancho donde se encuentra el restaurante Cloud 23, que es el único restaurante de su clase en Mánchester. Dicha planta cuenta con un bar regentado por el Hilton. De la planta 25 hasta la 47 hay apartamentos residenciales.
Se ha proyectado un edificio de oficinas de 12 plantas al lado del rascacielos, con un área de 6.506 metros cuadrados. El hotel cuenta con un anexo de cuatro plantas que contiene una piscina, un salón de baile, salas de conferencias y una cafetería.

### Residentes
El arquitecto, Ian Simpson, reside en el ático de la última planta que constituye el espacio habitable más alto del Reino Unido. Está valorado en 3 millones de libras y tiene dos plantas. Cuenta con un jardín interior que contiene 21 olivos de cuatro metros de altura, limoneros y robles, todos ellos trasladados desde Italia y puestos en el ático mediante grúas y una abertura en el tejado antes de que fuera acristalado. 
La promotora Beetham aseguraba que el 90% de los apartamentos habían sido vendidos antes de que la construcción comenzara en 2004. The Daily Telegraph informaba de que 55 de los 219 apartamentos estaban a la espera de ser alquilados y que 30 seguían en venta en septiembre de 2008. En septiembre de 2010, el mercado inmobiliario de Mánchester había mejorado y solo dos de los 219 apartamentos seguían vacíos a la espera de ser amueblados. Los precios de un apartamento variaban de 200.000 a 750.000 libras en 2011. En 2012 la demanda por los apartamentos superó a la oferta y las guerras de subastas estallaron.
La torre tiene vistas a la calle Coronation Street, y en días despejados es posible ver las montañas de Snowdonia, los Peninos, el Distrito de los Picos, la Llanura de Cheshire, la Catedral de Liverpool, la Blackpool Tower, el Observatorio Jodrell Bank, el Estadio Ciudad de Mánchester, el Manchester Arena, el Old Trafford y The Lowry.

## En la cultura popular
La Beetham Tower apareció en el programa de televisión Vertical City (2007) en el canal More4 y en Britain From Above de la BBC One (2008). También aparece en los créditos iniciales de la serie The Street y en la secuencia de Mánchester de la cobertura de la liga de fútbol inglesa en el canal ITV.